# 布里斯托尔 (南达科他州)
布里斯托尔（英語：Bristol），是美国南达科他州下属的一座城市。根据2010年美国人口普查，该市有人口343人。论人口在本州排行第146。